# Bahnhof Seoul
Der Bahnhof Seoul (koreanisch 서울역) ist der Hauptbahnhof der südkoreanischen Hauptstadt Seoul. Er befindet sich im Stadtzentrum.

## Geschichte

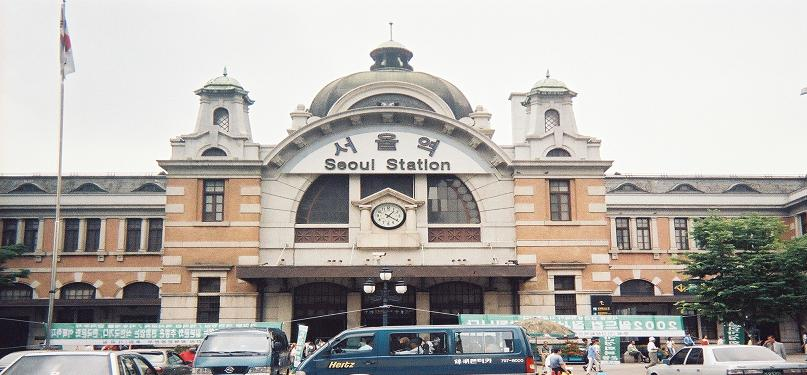
Altes Empfangsgebäude, 1922–25 errichtet.

Der Bahnhof wurde 1900 als ein Endpunkt der Gyeongin-Linie eröffnet.
Der Bau des alten Bahnhofsgebäudes begann 1922 und wurde 1925 beendet. 1957 wurde der Südanbau und 1969 der Westanbau fertiggestellt. Im alten Empfangsgebäude befindet sich seit 2011 der „Kulturbahnhof Seoul 284“.
Nach dem Ende der japanischen Besatzung erfolgte 1947 die Umbenennung von „Gyeongseong Station“ in „Seoul Station“.
Das neue Empfangsgebäude wurde zu den Olympischen Spielen 1988 errichtet, das Terminal für den KTX 2004.

## Linien
Der Bahnhof Seoul wird von den folgenden Linien bedient:
- KORAIL Gyeongbu-Hauptstrecke – KTX und zum Fernverkehr nach Daejeon, Daegu, Busan
- KORAIL Gyeongui-Hauptstrecke – S-Bahn Gyeongui-Jungang-Linie nach Paju
- AREX Flughafen-Eisenbahn – Flughafen-S-Bahn und Verbindungen Schnellzug nach Flughafen Incheon
- U-Bahn Seoul U1 (133) – Seouler U-Bahn mit S-Bahn nach Suwon, Cheonan, Uijeongbu
- U-Bahn Seoul U4 (426) – Seouler U-Bahn mit S-Bahn nach Ansan

## Verkehrsanbindung
| Linie                      | Strecke | Takt            |
| -------------------------- | --- | --------------- |
| KTX Gyeongbu (SFS)         | (Haengsin/Flughafen Incheon –) Seoul – Gwangmyeong – Cheonan-Asan – Osong – Daejeon – Gimcheon-Gumi – Dongdaegu – Singyeongju – Ulsan – Busan          | 2-4 ×/u         |
| KTX Gyeongbu (über Gupo)   | (Haengsin –) Seoul – Gwangmyeong – Cheonan-Asan – Osong – Daejeon – Gimcheon-Gumi – Dongdaegu – Gyeongsan – Miryang – Gupo – Busan                     | 8-mal täglich   |
| KTX Gyeongbu (über Suwon)  | Seoul – Yeongdeungpo – Suwon – Daejeon – Gimcheon-Gumi – Dongdaegu – Singyeongju – Ulsan – Busan                                                       | 4-Stunden-Takt  |
| KTX Gyeongjeon             | (Haengsin/Flughafen Incheon –) Seoul – Gwangmyeong – Cheonan-Asan – Osong – Daejeon – Gimcheon-Gumi – Dongdaegu – Miryang – Changwon – Masan (– Jinju) | 10-mal täglich  |
| KTX Donghae                | (Haengsin/Flughafen Incheon –) Seoul – Gwangmyeong – Cheonan-Asan – Osong – Daejeon – Gimcheon-Gumi – Dongdaegu – Pohang                               | 10-mal täglich  |
| ITX-Saemaul Gyeongbu       | Seoul – Yeongdeungpo – Suwon – Cheonan – Daejeon – Gimcheon – Gumi – Dongdaegu – Miryang – Gupo – Busan                                                | 2-Stunden-Takt  |
| ITX-Saemaul Gyeongjeon     | Seoul – Yeongdeungpo – Suwon – Cheonan – Daejeon – Gimcheon – Gumi – Dongdaegu – Miryang – Changwon – Masan – Haman – Jinju                            | einzelner Züge  |
| Mugunghwa Gyeongbu         | Seoul – Yeongdeungpo – Suwon – Cheonan – Daejeon – Gimcheon – Gumi – Dongdaegu – Miryang – Gupo – Busan                                                | 1-Stunden-Takt  |
| Mugunghwa Gyeongbu (neben) | Seoul – Yeongdeungpo – Suwon – Cheonan – Daejeon – Gimcheon – Gumi – Dongdaegu – Miryang – Gupo – Bujeon – Haeundae                                    | zweimal täglich |
| Mugunghwa Gyeongjeon       | Seoul – Yeongdeungpo – Suwon – Cheonan – Daejeon – Gimcheon – Gumi – Dongdaegu – Miryang – Changwon – Masan – Haman – Jinju                            | einzelner Züge  |
| Nuriro Gyeongbu (neben)    | Seoul – Yeongdeungpo – Suwon – Cheonan – Osong – Cheongju – Jeungpyeong – Eumseong – Chungju – Jecheon                                                 | einzelner Züge  |
| Nuriro Janghang            | Seoul – Yongsan – Yeongdeungpo – Anyang – Suwon – Pyeongtaek – Cheonan – Asan – Onyangoncheon – Sinchang                                               | 5-8 ×/täglich   |